# Zaricine (Zaricine), Djankoi
Zaricine (în ucraineană Зарічне) este localitatea de reședință a comunei Zaricine din raionul Djankoi, Republica Autonomă Crimeea, Ucraina.

## Demografie
Componența lingvistică a localității Zaricine
     Rusă (64,1%)
     Tătară crimeeană (23,72%)
     Ucraineană (11,54%)
     Alte limbi (0,15%)
Conform recensământului din 2001, majoritatea populației localității Zaricine era vorbitoare de rusă (64,1%), existând în minoritate și vorbitori de tătară crimeeană (23,72%) și ucraineană (11,54%).